# Шпиківський цукровий завод
Шпиківський цукровий завод — колишнє підприємство цукрової промисловості розташоване в смт. Шпиків Вінницької області. Наразі повністю зруйноване.

## Історія

### 1844 - 1917
В 1844 році в селищі Шпиків Подільської губернії Російської імперії був побудований бурякоцукровий завод.
На початку 1860-х років Шпиків став волосним центром Брацлавського повіту Подільської губернії.
Скасування кріпосного права в 1861 році сприяло розвитку цукроваріння в 1860-ті - 1870-ті роки, і в зв'язку зі збільшенням обсягів виробництва в 1874 році завод був реконструйований - тут були встановлені парові котли, а заводська територія була збільшена до 55 десятин.
У сезон цукроваріння 1886-1887 року завод виробив 155 811 пудів цукру.
До 1903 річне виробництво заводу становило вже понад 220 тис. пудів цукру.
Тривалість робочого дня на заводі в цей час становила 12 годин, умови праці були важкими, а оплата низькою, що було причиною протестних виступів працівників. В ході першої революції в російській імперії на початку травня 1905 року працівники заводу розпочали страйк, до якого приєдналися поденники, в результаті за наказом губернатора в Шпиків була відправлена військова команда, але припинити протести не вдалося і власник заводу був змушений задовольнити вимоги страйкуючих. 9-10 грудня 1905 року тут відбувся другий страйк працівників.
У квітні 1917 року працівники Шпиківського цукрового заводу незважаючи на протести комісара тимчасового уряду на загальних зборах встановили на підприємстві Восьмигодинний робочий день.

### 1918 - 1991
У лютому 1918 року в Шпикові була створена волосна Рада робітничих, селянських і солдатських депутатів, проте вже в березні 1918 року селище звільнили українські й союзні війська, які залишалися тут до листопада 1918 року. Надалі, до початку 1920 року Шпиків залишався в зоні бойових дій російської інтервенції, але після окупації на початку 1920-х років цукровий завод відновив роботу.
В ході Другої світової війни з 22 липня 1941 до 18 березня 1944 року в село було окуповано німецькими військами.
У 1944 - 1947 рр. пошкоджений цукровий завод був повністю відновлений і відновив роботу.
Відповідно до семирічного плану розвитку народного господарства (1959-1965) завод був реконструйований, в результаті підприємство було повністю електрифіковано, основні виробничі процеси були механізовані. В експлуатацію були введені котельня і турбогенератор потужністю 1,5 МВт. Після закінчення реконструкції, в 1965 році переробна потужність заводу становила 800 тонн цукрових буряків на добу.
У 1967 - 1969 роки на заводі було проведено додаткові роботи з технічного переоснащення, в ході яких було встановлено новий паровий котел, вакуум-апарат та інше обладнання, що дозволило до 1968 року збільшити потужність заводу до 1000 тонн цукрових буряків на добу і знизити собівартість цукру.
В цілому, за радянських часів цукровий завод був найбільшим підприємством селища.

### Після відновлення незалежності
Після відновлення незалежності України завод перейшов у підпорядкування Державного комітету харчової промисловості України.
В травні 1995 року Кабінет Міністрів України затвердив рішення щодо приватизації цукрового заводу. У подальшому, державне підприємство було перетворене на відкрите акціонерне товариство. 31 січня 2000 року Кабінет міністрів України затвердив рішення про продаж останніх 25% акцій заводу, що залишалися у державній власності.
24 лютого 2004 року господарський суд Вінниці визнав завод банкрутом.